# Grossfürstin Alexandra-Walzer

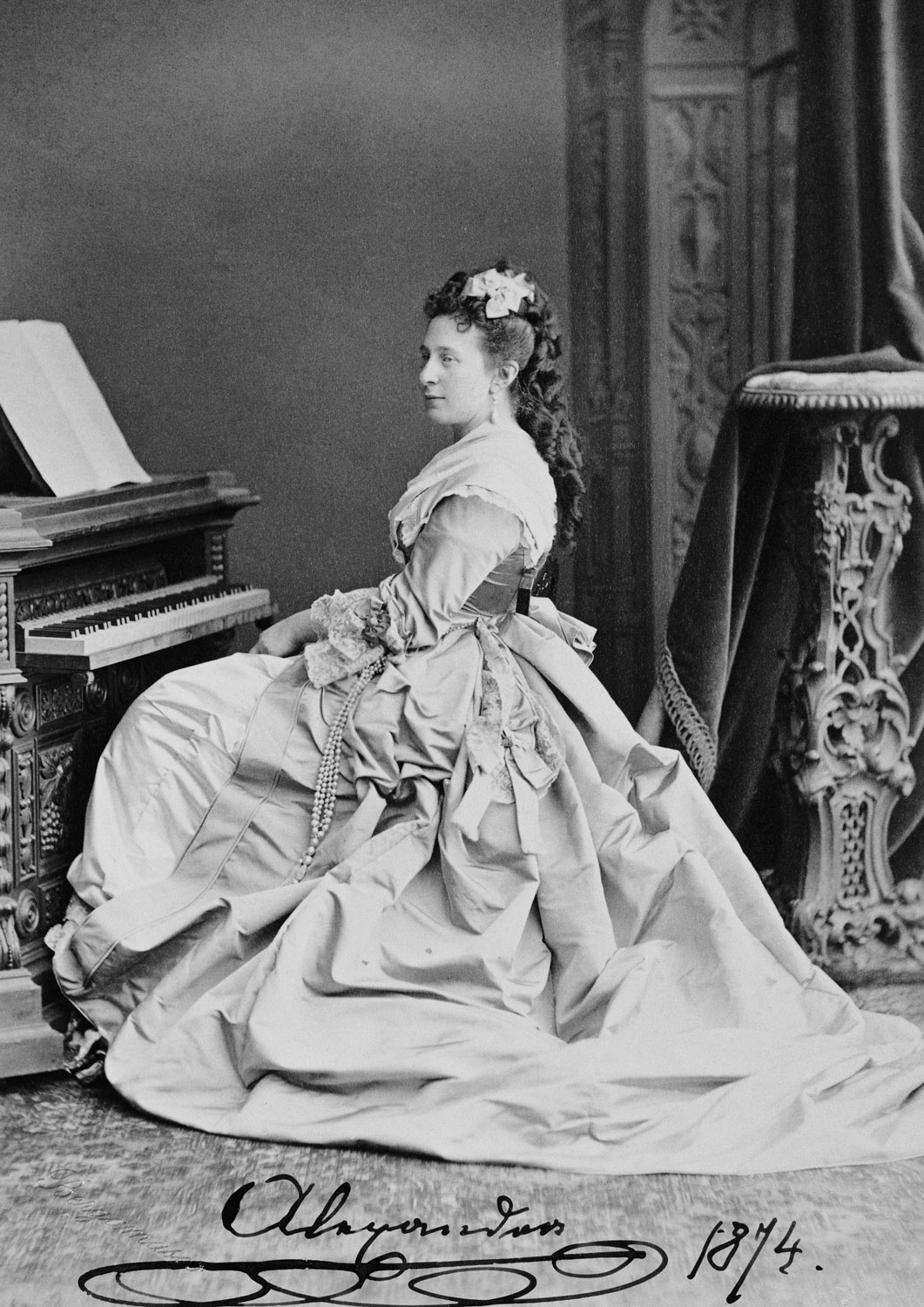
Alexandra av Sachsen-Altenburg 1874

Grossfürstin Alexandra-Walzer, op. 181, är en vals av Johann Strauss den yngre. Den spelades första gången den 26 juni 1856 i Pavlovsk i Ryssland.

## Bakgrund
I mitten av 1830-talet hade man lyckats övertyga den ryske tsaren, Nikolaj I, att Ryssland borde satsa på en järnväg. Naturligtvis skulle den gå från huvudstaden Sankt Petersburg i sydöstlig riktning ut till tsarens sommarslott, Tsarskoje Selo. Därför kom järnvägsbolaget att heta "Tsarskoje-Selo-Bolaget". Den 27 km långa järnvägssträckan slutade i Pavlovsk, några kilometer söder om tsarens slott. Där bodde tsarens bror, storfurst Konstantin, i ett vackert slott som Katarina den Stora låtit uppföra åt sonen Pavel. 
När kungligheterna fått sitt lystmäte av tågfärder och nyhetens behag hade falnat, hade järnvägen inga resenärer. Det ville bolaget råda bot på genom att uppföra en kombinerad järnvägsstation och nöjesanläggning vid ändstationen. Vauxhall i Pavlovsk stod klar 1838 med restauranger, danssalonger och utomhusservering. Efter en brand öppnades den i ny glans 1844. Man kunde hysa ca 3000 gäster samtidigt. Till denna vackra paviljong engagerades olika kapellmästare. Johann Strauss den äldre hade tillfrågats men avböjt. I stället hade Joseph Labitzky, Johann Gungl och Joseph Gungl med framgång konserter där. Ordet Vauxhall hade man fått från lady Jane Fauxe (eller Vaux), vars nöjeshall Vauxhall Gardens i London var vida berömd i början av 1600-talet. Den kom att ge namn åt kombinerade järnvägsstationer och nöjesetablissemang på flera orter i Europa.

## Första resan till Sankt Petersburg
1854 befann sig Johann Strauss den yngre på en rekreationsresa till Bad Gastein och blev då uppsökt av representanter för järnvägsbolaget. Ärendet gällde att engagera Strauss för att dirigera i Vauxhallsalen i Pavlovsk. Gaget var väl tilltaget och Strauss kunde förlita sig på att brodern Josef Strauss skötte orkestern hemma i Wien under tiden. Meningen var att Strauss skulle inleda sin konsertsäsong i maj 1855 men Krimkriget kom emellan och resan ställdes in. Först på våren 1856 undertecknades ett slutgiltigt avtal och sedan vidtog ett intensivt förberedelsearbete. Noter måste kopieras (dvs skrivas av), musiker i Ryssland kontaktas och engageras, Josef måste prepareras för de förestående fem månaderna. I mitten av april reste Strauss tillsammans med fyra musiker ur kapellet till den ryska huvudstaden. Den 12 maj skulle Strauss börja repetera tillsammans med en 40 man stark orkester. Men här väntade den första motgången. Strauss hade förbisett att man i Ryssland tillämpade den grekisk-ortodoxa tideräkningen. Strauss hade engagerat de ryska musikerna från 12 maj. Men den dagen stod det 1 maj i den ryska almanackan. Sex dagar senare skulle premiären äga rum. Det blev inte lätt att få orkestern samlad och repeterad under dessa sex dagar. Den 6 maj (rysk tideräkning) kl. 19.30 kunde den första konserten trots allt taga sin början. Efter någon månad var de ryska musikerna väl intrimmade och publikens entusiasm på höjdpunkten. Furst Konstantin bjöd in Strauss som gäst till sitt slott och till slottet Strelna vid Finska viken. Tsaren inviterade också Strauss att spela i Tsarskoje Selo. Ju oftare tsarfamiljens medlemmar syntes bland åhörarna under konserterna, desto fullare gick tågen med konsertbesökare från huvudstaden. Furst Konstantin var en hängiven cellospelare och det väckte stort uppseende när den upphöjde kungligheten tog plats i orkestern och spelade med under Strauss ledning. 
I Pavlovsk var Strauss och orkesterns åtaganden enorma. Enligt kontraktet med järnvägsbolaget skulle Strauss varje vardag ge konserter kl 19.00-21.45, utom på torsdagar då konserterna skulle pågå till 23.00. Varje lördag och söndag skulle konserter ges mellan 19.00 och 23.15. De dagar som tsarfamiljen vistades i Tsarskoje Selo var dessutom Strauss förpliktad att konsertera dagligen kl 14-16, dock inte vid dåligt väderlek. Det ankom också Strauss att välja repertoar efter publikens smak och att ansvara för orkesterpersonalens uppförande och moraliska leverne. I utbyte mot allt detta fick Strauss 18 000 rubler guldmynt, som även skulle räcka till resor, musikerlöner, notmaterial, inkvarteringskostnader och eget arvode. Ändå gav Strauss och hans orkester extrakonserter utan ersättning för att hjälpa till att lindra nöden bland krigsinvalider och sårade från Krimkriget. Inte förrn den 13 oktober (vår tideräkning) höll Strauss sin avskedskonsert i Pavlovsk. Han skulle återvända dit i tio säsonger och därmed lägga grunden till sin ansenliga personliga förmögenhet.

## Historia
Inte bara storfursten Konstantin var musikalisk, även hans hustru Alexandra, född tysk prinsessa av Sachsen-Altenburg, älskade musik och komponerade egna verk. Strauss tog upp några av hennes kompositioner och bearbetade dem i flera av sina egna verk. Det var därför ingen slump att Strauss valde att tillägna storfurstinnan denna vals som framfördes första gången den 26 juni (vår tideräkning) och därefter ingick i den ryska repertoaren. I Wien spelades valsen första gången den 8 november 1856 i danslokalen Zum Sperl dirigerad av Josef Strauss.

## Om valsen
Speltiden är ca 7 minuter och 20 sekunder plus minus några sekunder beroende på dirigentens musikaliska tolkning.

## Weblänkar
- Großfürstin Alexandra-Walzer i Naxos-utgåvan.